# Episodi di Terapia d'urto (terza stagione)
La terza e ultima stagione della serie televisiva Terapia d'urto è stata trasmessa in prima visione assoluta negli Stati Uniti dal canale via cavo USA Network dal 12 giugno al 21 agosto 2013.
In Italia è stata trasmessa in prima visione dal 13 dicembre 2013 al 14 febbraio 2014 su Fox Life.
| nº | Titolo originale       | Titolo italiano         | Prima TV USA   | Prima TV Italia  |
| -- | ---------------------- | ----------------------- | -------------- | ---------------- |
| 1  | Ch-Ch-Changes          | Chi va e chi resta      | 12 giugno 2013 | 13 dicembre 2013 |
| 2  | Gimme Some Lovin       | Infanzia negata         | 19 giugno 2013 | 20 dicembre 2013 |
| 3  | Swimming with Sharks   | Nuotando con gli squali | 26 giugno 2013 | 27 dicembre 2013 |
| 4  | Snap Out of It         | Doppia personalità      | 10 luglio 2013 | 3 gennaio 2014   |
| 5  | V3 For Vendetta        | La talpa                | 17 luglio 2013 | 10 gennaio 2014  |
| 6  | Good Will Haunting     | Genio ribelle           | 24 luglio 2013 | 17 gennaio 2014  |
| 7  | Bringing the Heat      | L'ultimo bacio          | 31 luglio 2013 | 24 gennaio 2014  |
| 8  | The Game's Afoot       | Incidente di percorso   | 7 agosto 2013  | 31 gennaio 2014  |
| 9  | Sucker Punch           | Il prezzo del silenzio  | 14 agosto 2013 | 7 febbraio 2014  |
| 10 | Sympathy For the Devil | Il grande imbroglio     | 21 agosto 2013 | 14 febbraio 2014 |

## Chi va e chi resta
- Titolo originale: Ch-Ch-Changes
- Diretto da: Kevin Dowling
- Scritto da: Liz Kruger e Craig Shapiro

### Trama
Sono passati sei mesi dalla fine del campionato, Dani viene licenziata perché si rifiuta di condividere le informazioni confidenziali con un nuovo allenatore degli Hawks, Tom Wisinski, vincitore di quattro anelli del campionato. Nico la contatta per conto di Connor McLane, cofondatore della V3, una società di procuratori sportivi. Darryl Hutchinson, diciottenne lanciatore nella squadra di Baseball dell'accademia della società ha paura di volare e ciò rende difficoltoso il suo ingaggio nella Major League. 

Matt ha sposato Noelle rimasta incinta durante le loro relazione e decide di accettare l'offerta di lavoro di Boston. 

T.K. fatica ad abituarsi alla nuova gestione ed al nuovo terapista della squadra.
- Guest star: David Anders (Troy Cutler), David Andrews (Coach Tom Wisinski), Jonathan Keltz (Darryl Hutchinson), Travis Smith (Rex Evans)

## Infanzia negata
- Titolo originale: Gimme Some Lovin
- Diretto da: Kevin Dowling
- Scritto da: Mick Betancourt

### Trama
Dani incomincia il nuovo impiego alla V3, Paloma, la sua nuova assistente, la introduce nella realtà dell'agenzia e le mostra il nuovo ufficio. 

Cindy Luck, ex bambina prodigio ed ex alcolista, sta tentando di ritornare sulla scena con una nuova reputazione professionale che le consenta di riprendere a recitare in pellicole di spessore. Ma durante le riprese del suo nuovo film è rimasta coinvolta in un incidente d'auto ed è fuggita, per evitare la prigione deve seguire una terapia con la Dottoressa Santino.

T.K. continua ad avere dei problemi con il nuovo allenatore e quindi si reca da Dani, ma lei ha un contratto in esclusiva e non segue più pazienti privati quindi T.K. deve convincere Connor ad assumere la sua procura, ma visti i suoi trascorsi non sarà facile come previsto.
- Guest star: David Anders (Troy Cutler), David Andrews (Coach Tom Wisinski), Johanna Braddy (Cindy lLuck), Lindsey McKenon (Marcy), Michael Rose (Bennet), Travis Smith (Rex Evans)

## Nuotando con gli squali
- Titolo originale: Swimminig with Shark
- Diretta da: James Hayman
- Scritto da: Ildy Modrovich

### Trama
Dani non riesce a dialogare con i suoi figli: Ray Jay non le risponde al telefono e Lindsay è troppo impegnata per scegliere con lei la sua nuova macchina. 

Connor porta Dani a una partita dei Blizzard per presentargli Devon Langer, un giocatore di basket che non riesce più a segnare dalla lunetta. 

T.K.festeggia il suo primo anniversario di sobrietà ed è finalmente libero di riprendere le sue attività amorose. 

I telefoni della V3 sono isolati e la connessione internet non funziona, Connor crede sia un tentativo della concorrenza di soffiargli i clienti. 
- Guest star: David Anders (Troy Cutler), Gracelle Beauvais (Lana Langer), Kate Miner (Sheera Kane), Autumn Reeser (Abby Bruce), Michael Rose (Bennet), Travis Smith (Rex Evans), Sinqua Walls (Devon Langer)

## Doppia personalità
- Titolo originale: Snap out of it
- Diretto da: Elodie Keene
- Scritto da: Damani Johnson

### Trama
Paloma, preoccupata per la sua vita sociale, invita Dani ad una serata con le altre donne della V3. Sam Conte L.A. office corteggia Dani.

TK ha iniziato ad uscire con Sheera, ma la donna non è come le sue solite conquiste. Una sera lui le confida di voler creare una linea d'intimo, lei propone il progetto a Connor, facendo infuriare TK per averlo scavalcato.

Nolan Powers, il guru dell'auto aiuto, è alla V3 per un seminario per i dipendenti. L'uomo non crede nella terapia perché alle parole preferisce i fatti, ma Dani è preoccupata da alcuni suoi comportamenti. Vista la loro rivalità nessuna le dà credito finché Emily, la sua fidanzata, non trova delle mail compromettenti nel suo PC che lui nega di aver scritto.

L'FBI vuole approfittare del viaggio fuori città di Troy per recuperare alcuni documenti contabili, ma Nico vorrebbe agire con maggiore prudenza. Nico si reca all'ufficio immigrazione per un colloquio.
- Guest star: Ian Gruffudd (Nolan Powers), Alaina Huffman (Allie), Kate Miner (Sheera Kane)

## La talpa
- Titolo originale: V3 for Vendetta
- Diretto da: Rob Morrow
- Scritto da: Mark Kruger

### Trama
Dani ha passato la notte con Sam, ma capisce che non è brava nelle relazioni senza impegno.

Connor costringe T.K. e Sheera a riappacificarsi per il futuro della Break House, la loro linea di intimo, e lei ne approfitta per riconquistarlo. 

La fondazione della V3 organizza una serata benefica con un'asta silenziosa per raccogliere i fondi per le otto associazioni no-profit della società. 

L'FBI fa irruzione nella sede della V3 scatenando una ridda di voci sull'obbiettivo della perquisizione.
Carl Weber, il responsabile finanziario della fondazione, si rivolge a Dani perché preoccupato di essere l'oggetto del mandato. Per permettergli di negoziare un accordo con l'FBI chiede aiuto a Nico. 
Troy chiede a Paloma di tenerlo informato sull'attività di Dani in cambio di un ruolo di agente.
- Guest star: David Anders (Troy Cutler), David Andrews (Coach Tom Wizinski), Julio Jones, Kate Miner (Sheera Kane), Sam Page (Sam Conte), Autumn Reeser (Abby Bruce), Michael Rose (Bennett), Raphael Sbarge (Carl Weber)

## Genio ribelle
- Titolo originale: Good will haunting
- Diretto da: John Fortenberry
- Scritto da: Colin Sweeney

### Trama
Dani, afflitta dai sensi di colpa per il suicidio di Carl, indaga con Nico sulla chiave USB che l'uomo le ha lasciato assieme al suo biglietto suicida. 

Un video porno di T.K. e Sheera viene diffuso in rete. Il video è stato girato durante il ritiro in hotel e il Coach lo caccia dalla squadra per aver violato il coprifuoco. La carriera di Sheera invece trae molti vantaggi dalla diffusione del video. 

William Glass, autore di una saga letteraria di successo, è in ritardo di nove mesi sulla consegna del manoscritto dell'ultimo capitolo della serie. Connor invia Dani a casa dello scrittore per scoprire cosa gli impedisce di consegnarlo.
- Guest star: David Anders (Troy Cutler), David Andrews (Coach Tom Wizinski), David Corrigan (William Glass), James Martin Kelly (Biedler), Kate Miner (Sheera Kane), Autumn Reeser (Abby Bruce), Raphael Sbarge (Carl Weber), Travis Smith (Rex Evans), Tony Vaughn (Frank), Gregalan Williams (Coach Pat Purnell)

## L'ultimo bacio
- Titolo originale: Bringing the heat
- Diretto da: Tim Hunter
- Scritto da: Scott D. Shapiro

### Trama
Dani non riesce a contattare Nico e Paloma è ancora assente lasciandola in balia di un inesperto assistente un po' svampito. 

T.K. è stato venduto al New Jersey dove ritrova Coach Purnell. Sheera tempesta T.K. di telefonate e messaggi e Connor gli consiglia di prendere un po' di spazio. 

Darryl Hutchinson è alla V3 per festeggiare il nuovo record di palle veloci, ma si comporta in modo strano preoccupando Dani. 

Nico, approfittando del viaggio di Troy in Germania, va alle Cayman per controllare gli investimenti della V3 sull'isola.
- Guest star: Jonathan Keltz (Darryl Hutchinson), Chris McGarry (Ed Hutchinson), Kate Miner (Sheera Kane), Autumn Reeser (Abby Bruce), Adam Rose (Stuart Hackett), Michael Rose (Bennet), Gregalan Williams (Coach Pat Purnell)

## Incidente di percorso
- Titolo originale: The game's afoot
- Diretto da: Kevin Hooks
- Scritto da: Ildy Modrovich e Donna Dannenfelser

### Trama
Dani continua a cercare Darryl dopo il suo comunicato stampa di addio al baseball, per farlo decide di rintracciare Joseph Crabchek per capire cosa è successo quando anche lui ha lasciato in modo rocambolesco il baseball e la V3. 

T.K. e Sheera si sono fidanzati, ma riprendono a litigare quando T.K. fa preparare un contratto prematrimoniale. Durante l'allenamento T.K. si infortuna alla spalla, Connor lo fa visitare anche dai medici della clinica della V3 che pur confermando la diagnosi propongono una cura sperimentale per ridurre i tempi di recupero. 

Hannah e Leslie Stokes sono due sorelle velociste con la possibilità di entrare a fare parte della staffetta olimpica, ma le loro divergenze rischiano di minare il loro potenziale. Connor chiede a Dani di trovare un modo per farle correre insieme. 

Nico racconta a Dani come l'FBI lo ha costretto ad infiltrasi nella V3 per indagare su un presunto riciclaggio di denaro. 

Connor e Troy iniziano una guerra sotterranea per il controllo della V3.
- Guest star: David Anders (Troy Cutler), India de Beaufort (Fiseoterapista), Greg Finley (Joe Crabchek), Chelsea Harris (Leslie Stokes), Kate Miner (Sheera Kane), William Ragsdale (Dr. Strauss), Autumn Reeser (Abby Bruce), Michael Rose (Bennet), Mark Sivertsen, Meagan Tandy (Hannah Stokes), Gregalan Williams (Coach Pat Purnell)

## Il prezzo del silenzio
- Titolo originale: Sucker Punch
- Diretto da: Greg Prange
- Scritto da: Damani Johnson e Joe Sabatino

### Trama
Su suggerimento di Crabchek, Dani inizia ad indagare con Nico sulla clinica. Nel frattempo Bennet preleva Dani e la sottopone ad interrogatorio. 

T.K. continua la fisioterapia in preparazione del trattamento sperimentale. Nico sfrutta il suo accesso alla clinica per sottrarre una fialetta del trattamento e scoprire cosa viene somministrato agli atleti. 

Paloma è stata licenziata dopo aver accusato di molestie Troy. Dani la rintraccia per capire perché sia stata licenziata e per riportarla alla V3. 

Blake, un pugile professionista, si rivolge a Dani per superare il panico da KO prima dell'incontro per il titolo. 

Troy incarica Abby di indurre Connor a confessare le sue malefatte mentre lo sta registrando per incastrarlo e sottrargli la V3.
- Guest star: David Anders (Troy Cutler), India de Beaufort (Fiseoterapista), Pooch Hall (Blake Bridges), Kate Miner (Sheera Kane), William Ragsdale (Dr. Strauss), Autumn Reeser (Abby Bruce), Adam Rose (Stuart Hackett), Michael Rose (Bennet)

## Il grande imbroglio
- Titolo originale: Sympathy For the Devil
- Diretto da: Craig Shapiro
- Scritto da: Liz Kruger e Craig Shapiro

### Trama
- Guest star: India de Beaufort (Fiseoterapista), Kate Miner (Sheera Kane), Autumn Reeser (Abby Bruce)